# Westerhuser Kirche

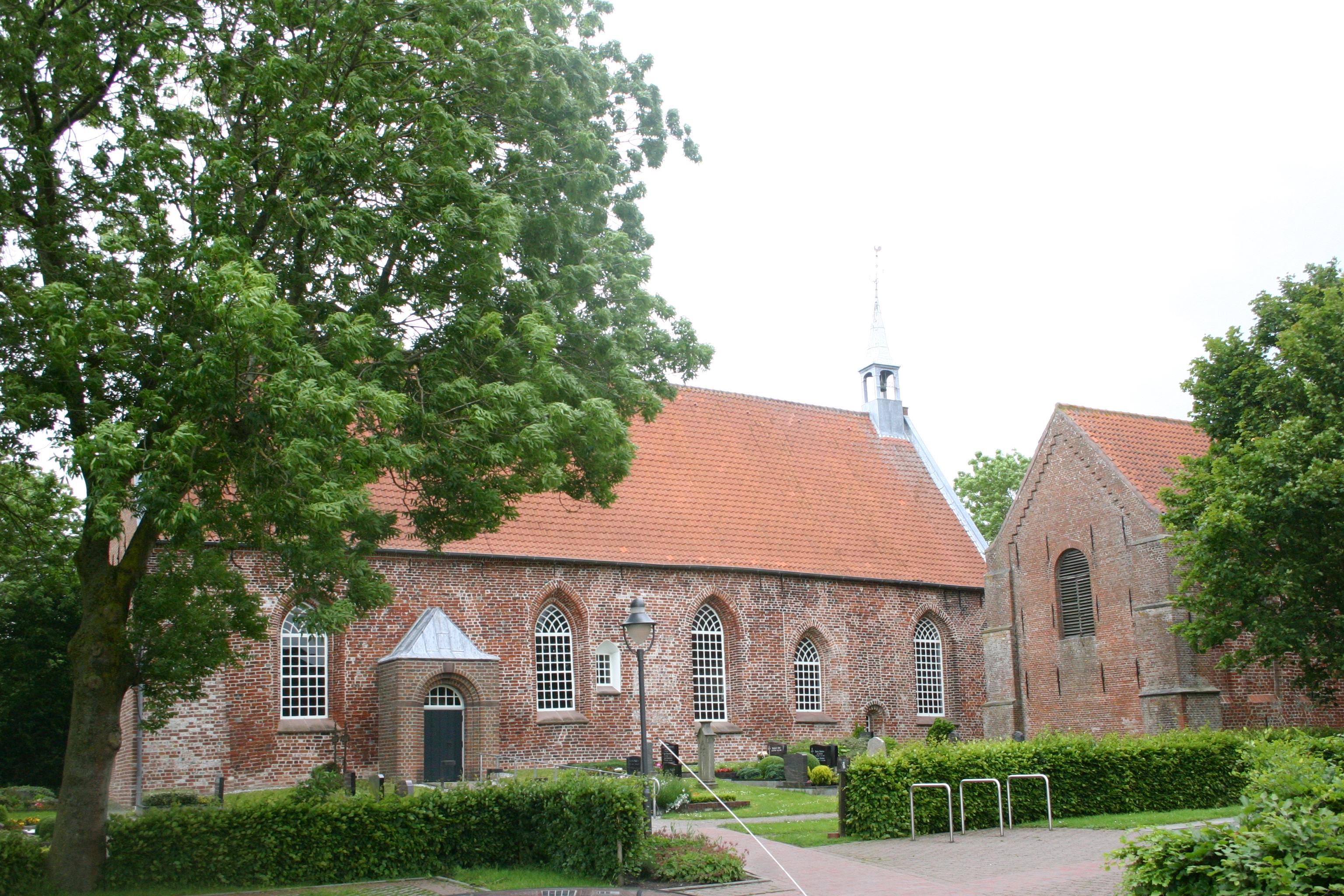
Westerhuser Kirche

Die evangelisch-reformierte Westerhuser Kirche steht im gleichnamigen Ort in der ostfriesischen Gemeinde Hinte.

## Geschichte
Westerhusen wird um 900 in den Werdener Urbaren aufgeführt. Im Mittelalter gehörte das Dorf zur Propstei Hinte im Bistum Münster. Eine erste Backsteinkirche wurde im 13. Jahrhundert im Stil der Romanik errichtet, im 15. Jahrhundert aber durch eine gotische Backstein-Kirche weitgehend ersetzt. Im 15. Jahrhundert sind die Namen verschiedener Vicare bezeugt. Um 1500 versorgten zwei Priester die Gemeinde und noch in reformatorischer Zeit sind Hilfsgeistliche nachweisbar. Die Marienhafer Kirchenordnung von 1593 sorgte dafür, dass bis 1599 Petrus Scipio als lutherischer Prediger in Westerhusen wirkte, was jedoch eine vorübergehende Erscheinung blieb.

## Baubeschreibung
Der älteste Teil der rechteckigen Saalkirche ist die niedrigere Nordwand, die noch vom Vorgängerbau erhalten blieb. Die vermauerten Rundbogenfenster sowie der südlich gelegene frei stehende Glockenturm des geschlossenen Typs mit Satteldach weisen auf eine Entstehungszeit in der zweiten Hälfte des 13. Jahrhunderts hin. Vom zweigeschossigen Turm mit rechteckigem Grundriss sind drei Seiten erhalten und jeweils unterschiedlich mit Rundbogen-Portalen, Blendarkaden mit winkelbogigen Öffnungen und Konsolen gestaltet. Die Wände werden von Eckpfeilern gestützt, die Wasserschläge aufweisen. Die Südwand der Kirche aus dem 15. Jahrhundert ist höher aufgeführt und wird von großen spitzbogigen Fenstern durchbrochen, die Ostmauer verzichtet ganz auf Chorfenster. Während ein besonders kunstvoll gestaltetes Hagioskop in der Südwand erhalten blieb, ist vom nördlichen innen nur noch eine korbbogige Nische vorhanden. Der Dachreiter beherbergt eine ehemalige Schiffsglocke, während sich die große Schlagglocke im Glockenturm befindet.

## Ausstattung

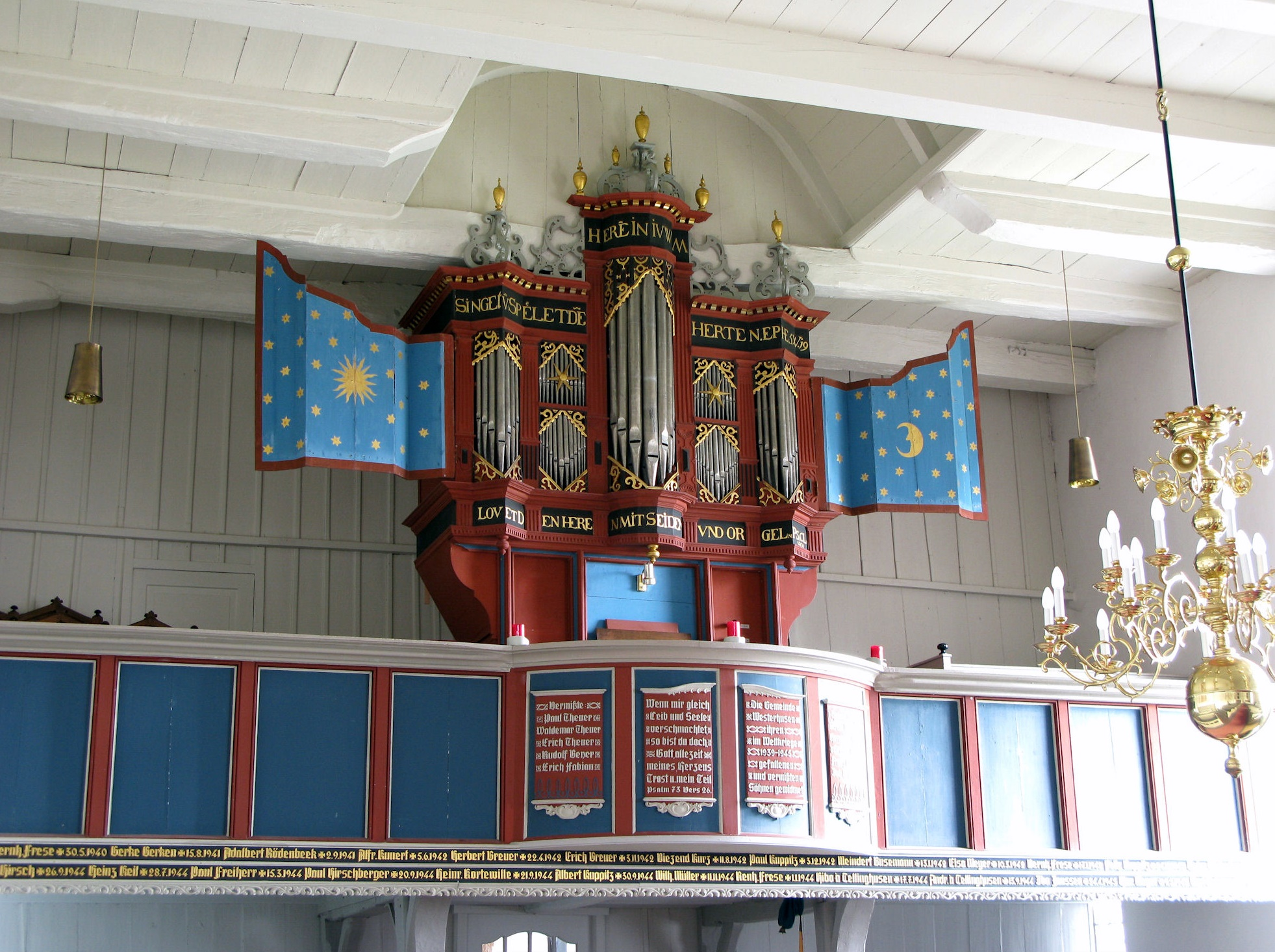
Orgelprospekt der Kirche

Der Innenraum wird von einer hölzernen Balkendecke abgeschlossen. Oberhalb der Orgel bietet ein Muldengewölbe dem Instrument den benötigten Platz. Im Jahr 1964 wurden an der Nordwand Reste von spätgotischen Fresken aus dem 15. Jahrhundert entdeckt, die das Jüngste Gericht, den Gnadenstuhl, den Erzengel Michael und den Heiligen Christophorus darstellen.
Das Kirchengestühl mit seinem Faltwerk geht auf das 16. Jahrhundert zurück. Die schlichte Kanzel mit sechseckigem Schalldeckel datiert von 1642. Der Chorraum wird vom Kirchenschiff durch die Orgelempore abgetrennt. Im Chor steht eine viersitzige Bank aus der Mitte des 17. Jahrhunderts. Überregional bedeutend ist die Westerhuser Orgel von Jost Sieburg, der sie 1642/43 unter Verwendung von Teilen der Vorgängerorgel (um 1500) baute. Die kräftigen Klänge weisen darauf hin, dass das Instrument für die Begleitung des Gemeindegesangs konzipiert war, während vorher immer unbegleitet gesungen wurde (im Wechsel mit Chor, Vorsänger und Orgel). Die Grabsteine sind aus belgischem Syenit gefertigt und stammen aus dem 16. bis 18. Jahrhundert.